# Michel Droit
Michel Droit (* 23. Januar 1923 in Vincennes, Département Val-de-Marne; † 22. Juni 2000 in La Celle-Saint-Cloud, Département Yvelines) war ein französischer Autor und Journalist. 
Michel Droit besuchte die École Massillon und die Lycéen Voltaire und Louis-le-Grand in Paris und studierte an der Hochschule für politische Wissenschaften in Paris. Gegen Kriegsende betätigte sich Droit als Kriegsberichterstatter bei der 1. Französischen Armee, die Ende 1944/1945 in Deutschland einmarschierte. Im April 1945 wurde er in der Nähe von Ulm verwundet. In den 1960er Jahren war Droit, der lebenslang den Gaullisten nahestand, Chefredakteur der Nachrichtensendungen des staatlichen französischen Rundfunks und Fernsehens. Später leitete er die Redaktion des Figaro littéraire und war ab 1971 zunächst Berater der Direktion des Figaro und später Chefredakteur des Figaro. Sein erster Roman, Plus rien au monde, erschien 1954. 1964 erhielt er den Grand Prix du Roman der Académie française für das Buch Le Retour. Am 6. März 1980 wurde er, gemeinsam mit Marguerite Yourcenar, zum Mitglied der Académie française gewählt. 